# Diclidurus albus
Diclidurus albus (Wied-Neuwied, 1819) è un pipistrello della famiglia degli Emballonuridi diffuso nel Continente americano.

## Descrizione

### Dimensioni
Pipistrello di medie dimensioni, con la lunghezza della testa e del corpo tra 68 e 82 mm, la lunghezza dell'avambraccio tra 59 e 70 mm, la lunghezza della coda tra 18 e 22 mm, la lunghezza del piede tra 10 e 12 mm, la lunghezza delle orecchie tra 16 e 17 mm e un peso fino a 24 g.

### Aspetto
La pelliccia è lunga e soffice. Il colore generale del corpo è bianco con la base dei peli grigia. Il muso è corto ed appuntito, gli occhi sono relativamente grandi. Le orecchie sono corte, triangolari con l'estremità appuntita e giallastre. Il trago è corto, largo con l'estremità arrotondata. Le membrane alari sono rosate e semi-trasparenti. Il pollice è molto corto e completamente incluso nella membrana. La coda è corta e perfora a circa metà della sua lunghezza la superficie dorsale dell'uropatagio, in prossimità di una sacca ghiandolare. Il calcar è ben sviluppato. Il cariotipo è 2n=32 FNa=60.

## Biologia

### Comportamento
Si rifugia singolarmente o in gruppi fino a 4 individui tra le fronde delle palme fino a 25 metri dal suolo. Effettua migrazioni stagionali.

### Alimentazione
Si nutre di insetti catturati molto in alto e frequentemente intorno alle luci cittadine.

### Riproduzione
Femmine gravide sono state catturate da gennaio a giugno. Danno alla luce un piccolo alla volta solitamente tra maggio e giugno. Gli accoppiamenti avvengono a gennaio e febbraio.

## Distribuzione e habitat
Questa specie è diffusa dallo stato messicano centro-occidentale di Nayarit fino al Paraguay. È presente anche sull'isola di Trinadad.
Vive zone umide pianeggianti fino a 1.500 metri di altitudine.

## Tassonomia
Sono state riconosciute 2 sottospecie:
- D.a.albus: Guyana, Suriname, Guyana francese, Perù settentrionale ed orientale, Bolivia orientale, Paraguay settentrionale e gran parte del Brasile eccetto la parte più meridionale;
- D.a.virgo (Thomas, 1903): Dallo stato messicano centro-occidentale di Nayarit attraverso il Belize, Guatemala, Honduras, El Salvador, Nicaragua, Costa Rica, Panama fino alla Colombia, Venezuela, isola di Trinidad ed Ecuador.

## Conservazione
La IUCN Red List, considerato il vasto areale, classifica D.albus come specie a rischio minimo (Least Concern)).